# Neonicholsonia watsonii
Genre
Espèce
Classification phylogénétique
Synonymes
- Bisnicholsonia Kuntze, 1903 nom. illeg.[2]
- Woodsonia L.H.Bailey, 1943[2]

Neonicholsonia watsonii est une espèce de palmier, de la famille des Arecaceae. C'est la seule espèce du genre Neonicholsonia. Elle est native de l'Amérique centrale.

## Classification
- Sous-famille : Arecoideae
  - Tribu : Euterpeae

Le genre partage sa tribu avec les genres Euterpe, Prestoea, Oenocarpus et Hyospathe .